# Kevinn Pinkney
Kevinn Lamar Pinkney (Colton, 20 ottobre 1983) è un ex cestista statunitense.

## Palmarès

### Squadra
- Coppa di Slovenia: 1

Union Olimpija: 2011
- Coppa di Lega israeliana: 1

Hapoel Gerusalemme: 2009

### Individuale
- All-NBDL Second Team (2007)